# Ritratti in jazz
Ritratti in jazz (ポ－トレイト・イン・ジャズ?, Pōtoreito in jazu) è un'opera saggistica scritta dallo scrittore giapponese Haruki Murakami, realizzata in collaborazione con l'illustratore Wada Makoto e pubblicata nel 1997. La prima edizione italiana fu edita da Einaudi e messa in commercio nel 2013: essa è una raccolta dei saggi Pōtoreito in jazu e Pōtoreito in jazu 2.
Il titolo dell'opera fa riferimento all'album Portrait in Jazz, pubblicato dal pianista statunitense Bill Evans nel 1960.

## Antefatti
L'idea per la realizzazione dell'opera nacque nel 1992, quando Wada Makoto fece una mostra chiamata "Jazz" in cui presentava venti sue illustrazioni di artisti jazz. Murakami rimase colpito dai dipinti e decise di scrivere un saggio per ogni musicista illustrato. Nel 1997, Wada ridisegnò le immagini dei musicisti jazz in una mostra chiamata "Sing", aggiungendone uno nuovo. Il 18 dicembre dello stesso anno la casa editrice giapponese Shinchosha pubblicò il primo libro, Pōtoreito in jazu.
Il 27 aprile 2001, la stessa casa editrice pubblicò il seguito del primo volume, Pōtoreito in jazu 2, contenente altri ventisei musicisti jazz sempre disegnati da Wada Makoto con i relativi saggi scritti da Murakami.

## Edizioni
- Haruki Murakami, Ritratti in jazz, traduzione di Antonietta Pastore, illustrazioni di Wada Makoto, Einaudi Super ET, Einaudi, 2015,  p. 242, ISBN 978-88-06-22529-2.